# Kristen Anderson-Lopez
Kristen Anderson-Lopez (New York, 21 marzo 1972) è una compositrice, paroliere e musicista statunitense.

## Biografia
Nata nei sobborghi di New York, dove visse per i primi anni e dove si innamorò del teatro. Con la sua famiglia si trasferì presto nella Carolina del Nord, dove frequentò il college.
Nel 2014 ha vinto il Premio Oscar nella categoria miglior canzone (condiviso con Robert Lopez) per il brano Let It Go presente nel film Disney: Frozen - Il regno di ghiaccio. Per la stessa canzone ha ricevuto l'Annie Awards e la nomination ai Golden Globe. Nel 2018 vince il secondo Oscar alla miglior canzone (sempre condiviso con Robert Lopez) per il film Coco (19º lungometraggio Pixar).

### Vita privata
È moglie di Robert Lopez (da cui ha preso il secondo cognome) dal 2003; la coppia ha  due figlie, Annie e Katie. Sua sorella Katie, anch'essa cantautrice, ha scritto e composto le canzoni del corto animato Disney: Frozen - Le avventure di Olaf.

## Canzoni

### Cinema
- 2011 - Winnie the Pooh - Nuove avventure nel Bosco dei 100 Acri (Winnie the Pooh)
- 2013 - Frozen - Il regno di ghiaccio (Frozen)
- 2015 - Frozen - le avventure di Olaf (Olaf's Frozen Adventure)
- 2017 - Coco
- 2019 - Frozen II - Il segreto di Arendelle (Frozen II)

### Serie TV
- 2021 - WandaVision (sigla d'apertura)

## Riconoscimenti
- Premio Oscar
  - 2013 - Migliore canzone per Let It Go (Frozen - Il regno di ghiaccio)
  - 2017 - Migliore canzone per Remember Me (Coco)
  - 2019 - Candidatura alla migliore canzone per Into the Unknown (Frozen II - Il segreto di Arandelle)
- Critics' Choice Awards
  - 2013 - Miglior canzone per Let It Go (Frozen - Il regno di ghiaccio)
  - 2017 - Miglior canzone per Remember Me (Coco)
  - 2019 - Candidatura alla miglior canzone per Into the Unknown (Frozen II - Il segreto di Arandelle)
- Golden Globe[4]
  - 2013 - Migliore canzone originale per Let It Go (Frozen - Il regno di ghiaccio)
  - 2017 - Migliore canzone originale per Remember Me (Coco)
  - 2019 - Candidatura alal migliore canzone originale per Into the Unknown (Frozen II - Il segreto di Arandelle)
- Grammy Award
  - 2015 - Miglior raccolta di colonna sonora per arti visive per (Frozen - Il regno di ghiaccio)
  - 2015 - Miglior canzone scritta per i media visivi per Let It Go (Frozen - Il regno di ghiaccio)
  - 2019 - Candidatura alla miglior canzone scritta per i media visivi per Remember Me (Coco)
  - 2021 - Candidatura alla miglior canzone scritta per i media visivi per Into The Unknown (Frozen II - Il segreto di Arandelle)
- Premio Emmy
  - 2015 - Candidatura alle miglior musiche e testi originali per il brano Kiss an Old Man (dall'episodio Celebrity Guest di The Comedians)
  - 2015 - Candidatura alle miglior musiche e testi originali per il brano Moving Pictures (dalla cerimonia dei Premi Oscar 2015)
- Tony Award
  - 2018 - Candidatura alla miglior colonna sonora originale per Frozen